# جولیا آلونسو
 جولیا آلونسو (انگلیسی: Julián Alonso؛ زاده ۲ اوت ۱۹۷۷) یک تنیس‌باز اهل اسپانیا است. 